# Valea Mare (Olt)
Valea Mare è un comune della Romania di 3 963 abitanti, ubicato nel distretto di Olt, nella regione storica della Muntenia. 
Il comune è formato dall'unione di 5 villaggi: Bârca, Recea, Turia, Valea Mare, Zorleasca.